# Mesosignum magnadens
Mesosignum magnadens är en kräftdjursart som beskrevs av Menzies och Dirk Frankenberg 1967. Mesosignum magnadens ingår i släktet Mesosignum och familjen Mesosignidae. Inga underarter finns listade i Catalogue of Life.